# Echinopora grandicula
Echinopora grandicula là một loài san hô trong họ Faviidae. Loài này được Claereboudt mô tả khoa học năm 2006.